# ONE PIECE “3D2Y” エースの死を越えて! ルフィ仲間との誓い
『ONE PIECE 〝3D2Y〟 エースの死を越えて! ルフィ仲間との誓い』（ワンピース スリーディーツーワイ エースのしをこえて! ルフィなかまとのちかい）は、2014年8月30日に土曜プレミアム枠で放送された、テレビアニメ『ONE PIECE』のスペシャル番組。

## 概要
アニメ『ONE PIECE』放送15周年記念特別番組。2012年から放送されている土曜プレミアムの2時間スペシャルでは、『エピソードオブルフィ』（2012年12月放送）に続くアニメオリジナル作品であり、原作では描かれなかったマリンフォード頂上戦争からシャボンディ諸島再集結までの2年間を描いたストーリーが展開される。冒頭のマリンフォード頂上戦争・ルフィと仲間達とのエピソード・終盤の麦わらの一味が再集結する場面も新たに書き直されている。
オリジナルキャラクターの「バーンディ・ワールド」は原作者・尾田栄一郎の描き下ろしキャラで、声優は俳優の古田新太が担当している。
原作では描かれなかった空白の2年間の話を作るという構想で製作が始まり、フジテレビならびに集英社の担当が、製作の初期段階から打ち合わせに参加している。ルフィ以外の麦わらの一味の出番は冒頭と終盤のみだが、それぞれの声優が動物の鳴き声なども担当している。
放送同日の10時45分から、本作の見どころなどが特集された特別番組「アニメ放送15周年記念! ワンピース真夏の集中講座」が放送された（関東地区限定）。
2014年10月3日にノベライズ版、11月27日にBlu-ray DiscとDVDが発売された。

## ストーリー
頂上戦争の終結後、兄・エースを失ったルフィはその悲しみを乗り越えるべく、ルスカイナ島でレイリーの指導のもと2年間の覇気の修行に励んでいた。
その頃、インペルダウンのレベル6に幽閉されていた海賊「バーンディ・ワールド」が脱獄し、かつての仲間を引き連れ、各地の島や海軍を次々と破壊していくという事件が起こる。世界政府は王下七武海を緊急招集するが、その情報を得たワールドはそれを逆手に取り、七武海の一人・ボア・ハンコックを人質にとり海軍本部マリンフォードを壊滅させるという作戦を企てる。ハンコックの妹であるサンダーソニアとマリーゴールドが誘拐され、さらにワールドの武装色の覇気の前に為す術もなく倒されてしまうルフィ。2人を取り返すため、ルフィはハンコックと協力し、ワールド海賊団の海賊船「グローセアデ号」に乗り込む。

## 登場人物

### 原作キャラクター
麦わらの一味
- モンキー・D・ルフィ - 田中真弓
- ロロノア・ゾロ - 中井和哉
- ナミ - 岡村明美
- ウソップ - 山口勝平
- サンジ - 平田広明
- トニートニー・チョッパー - 大谷育江
- ニコ・ロビン - 山口由里子
- フランキー - 矢尾一樹
- ブルック - チョー

九蛇海賊団、アマゾン・リリーの住人
- ボア・ハンコック - 三石琴乃
- ボア・マリーゴールド - 斉藤貴美子
- ボア・サンダーソニア - 斎藤千和
- マーガレット - 浅野真澄
- スイトピー - くじら
- ラン - 庄司宇芽香
- ニョン婆 - 真山亜子

バギー海賊団
- バギー - 千葉繁
- Mr.3 - 檜山修之
- カバジ -遠藤守哉
- モージ - 宗矢樹頼

海軍本部
- センゴク[5] - 大川透
- モンキー・D・ガープ[5] - 中博史
- 赤犬 - 立木文彦
- 黄猿 - 石塚運昇
- 青雉[5] - 子安武人
- つる - 松島みのり
- ブランニュー - 山田真一
- 海兵 - 藤本たかひろ、新井良平、宮崎寛務、荒井聡太、中尾良平、滑川洋平、松原大典

白ひげ海賊団
- 白ひげ - 有本欽隆
- ポートガス・D・エース - 古川登志夫、阪口大助（幼少期）
- マルコ - 森田成一
- ビスタ - 高塚正也
- リトルオーズJr. - 平井啓二

その他
- シルバーズ・レイリー - 園部啓一
- ジュラキュール・ミホーク  - 掛川裕彦
- ペローナ - 西原久美子
- ジンベエ[5] - 宝亀克寿
- エンポリオ・イワンコフ[5] - 岩田光央
- イナズマ[5] - 浜田賢二
- ナレーション - 大場真人

### ワールド海賊団
バーンディ・ワールド率いる海賊団。海賊旗はW字のひげが描かれ角のある兜を被ったドクロマーク。船はガイラムらが30年かけて設計、建造した島と見間違うほどの超巨大な潜水艦「グローセアデ号」。船首はワールド海賊団のドクロを模している。巨大砲台が備え付けてあり、ワールドの能力で破壊力が強化され、砲弾一発で島一つを破壊する程の威力を持つ。本来は自由の象徴として設計されており潜水艦にした理由は無駄な戦いを避けるためであり、巨大砲台もワールドの能力を知っている者への威嚇のために作られたものである。
30年前にセンゴク、ガープ率いる海軍とワールドに恨みを持つ海賊たちによる連合軍と交戦し、撤退寸前まで追い詰めたが、部下として潜入していたCPの諜報員及び彼らに買収された部下の裏切りによって船団が総崩れとなり、更に船長のワールドが捕えられ壊滅した。しかし、副長ビョージャック以下主要な幹部らは撤退に成功しており、黒ひげが起こしたインペルダウンの騒動でワールドが脱獄したことを機に再び活動を開始する。
バーンディ・ワールド
声 - 古田新太
ワールド海賊団船長。ビョージャックの弟。懸賞金5億ベリー。
かつてはロジャー・白ひげと並んで恐れられた海賊で、目に付く物全てを破壊していく様から「世界の破壊者」と呼ばれていた。左の角が欠けた兜にW字のひげを蓄えた剛腕の巨漢。笑い声は「バロロロロ」。実年齢は78歳だが氷漬けで幽閉されていたため、肉体年齢は45歳当時のままである。かつては兄や仲間を大切にする義理人情に溢れる人物だったが、30年前の事件で仲間に裏切られたことを切っ掛けに誰も信用しなくなった。今では仲間を「道具」と見なしており、「使えない」と判断した部下は命令に従っている者でも容赦なく殺害する。また時間に厳しく自身が下す命令に制限時間を設けている。
超人系悪魔の実「モアモアの実」の能力者。「触れた物の大きさ」「自分自身のスピード」を最大100倍まで倍加させることができる。これにより小さな瓦礫や銃弾ですら強力な武器になる。また全身を硬化させる程の強力な「武装色の覇気」の使い手であり、六式の「剃」「月歩」も使用できる。
幼少期から兄であるビョージャックと共に海での冒険に憧れ、病弱な兄を守ると誓い2人で世界一周を目指して海へと出る。その後、多くの部下を率いる海賊として名を上げていき、やがて2億ベリーの賞金首となり海軍や世界政府からも危険視されるようになる。目の前に立ち塞がる物は海賊から海軍、政府の船までも破壊し世界の破壊者と呼ばれるようになり多くの海賊からも恐れられると同時に恨まれる存在になっていった。
30年前、自身への恨みを持つ海賊と海軍が結託した連合軍との戦闘中、世界政府に買収された部下に裏切られ、自身の配下として潜入していたCPによって囚われ、インペルダウンのレベル6に氷漬けの状態で幽閉されていた。しかし、黒ひげのインペルダウン襲撃に伴って脱獄し、海軍・世界政府への復讐を企む。
ハンコックを人質にマリンフォードを襲撃するため、ルスカイナ島でサンダーソニアとマリーゴールドを誘拐する。覇気を完全に会得していなかったルフィを二度も圧倒するが、三度目の決戦で「仲間の道具扱い」に怒りを爆発させたルフィに押され、「ゴムゴムの火拳銃」を受けて敗北する。満身創痍になりながらビョージャックに謝罪と30年前に見捨てられたことに対する想いを打ち明け、最後のあがきとして、自分たちを討伐に来た海軍に自身の能力を利用した巨大な砲弾を放つが、ミホークによって阻止された。そのまま意識を失い、以後の消息は不明。なお、ルフィ達との一件は世間的にはバギーがワールドを討ち取ったと報じられた。

ビョージャック
声 - 島田敏
ワールド海賊団副船長。ワールドの兄。
弟のワールドとは対照的に非常に小柄な老人。右の角が欠けた兜をかぶっている。ワールドの左肩に乗っていることが多い。幼い頃から非常に病弱な体質であり、常に点滴を付けている。様々な種類の電伝虫を使用する諜報を得意とし、ワールドの脱獄情報もいち早く捉えた。ワールド海賊団で唯一の非戦闘員で世界情勢にも精通している。本人も戦うことを好まず、グローセアデ号の設計思想もそれに基づいている。30年前の殲滅作戦の際、再起を図るために止むを得ず、ワールドを置き捨てガイラムらと共に逃げ出したが、それによりワールドの性格が歪んでしまったことに責任を感じている。また彼に心酔するセバスチャンらを心苦しく思っている。
幼い頃からワールドには世界を知りデカく生きてくれることを望んでおり、自身の病弱の身体を気遣い当初はワールドのみを冒険へと送ろうとしたが、ワールドから共に世界一周しようと誘われ共に船出した。それ以後ワールドの片腕として病弱な身体に鞭を打って支え続けた。ワールドが投獄されている間は船長代理として生き残った仲間達と共に密かにグローセアデ号を建造し、新たに団員を集めていた。ワールドの復讐計画に唯一反対していたが、結果的に最後までワールドに本心を伝えられなかった。ワールドが倒れた後も「2人でのやり直し」を口にし、船に残った。ワールドと共に消息は不明。
小説版ではバギーを七武海かつ四皇シャンクスの兄弟分であると知っており、警戒している。
ガイラム
声 - 岩田光央
ワールド海賊団機関士（右翼側）兼戦闘員。
「グローセアデ号」や巨大大砲を設計した男。笑い声は「ガイラララ」。武器は四角いハンマー。色眼鏡をかけている。30年前当時は髪が生えていた。
超人系悪魔の実「キュブキュブの実」の能力者。人間を含む触れた物や空気をキューブ状にして切り取り自在に操る「キューブ人間」。この能力で「グローセアデ号」内の構造を自在に変化させ侵入者を排除する。
船内でルフィやバギーと戦い序盤こそ優位に立ったが、バギーが放ったマギー玉の爆発に紛れて乱入したハンコックの「芳香脚」を受けて敗北する。しかし、バギーの部下たちはバギーが倒したと思っている。

ナイチン
声 - 水谷優子
ワールド海賊団船医兼機関士（左翼側）。
袖余りの白衣を着た瓶底メガネをかけた小柄な老婆。68歳。様々な漢方薬を駆使して戦う格闘技「漢方拳法」の使い手。口癖は語尾に「 -だす 」「 -どす 」。漢方を飲んで若返ったり、粉末を利用して相手の攻撃を防いだり、相手の衣服のみを溶かしたりする。
ハンコックと戦い、彼女の魅力に呑まれない様に苦い漢方を服用して誤魔化すが、結局抗うことはできず、「メロメロ甘風」で石化させられて敗北する。

セバスチャン
声 - 樫井笙人
ワールド海賊団戦闘員。カサゴの巨魚人（ウォータン）。
全身から針を出したり、身体を周囲の景色に擬態させて姿を消すことができる。笑い声は「シシシシ」。長年の戦闘により視力を失っており、サングラスをかけている。盲目ゆえにハンコックの容姿に魅了されず、メロメロの実の能力が通じない。武器は棘付きの棍棒。盲目でありながら海を滑るように泳いだり、ルフィとハンコックの2人を相手に互角に渡り合うなど高い戦闘能力を誇る。
グローセアデ号甲板でルフィとハンコックを向こうにまわして互角に渡り合ったが、「ギア3」を使用したルフィの「ゴムゴムの巨人の銃」に押し負けて敗北する。なおも戦いを続けようとしたが、ミホークに同行していたペローナのネガティブホロウをくらいネガティブ思考にされて戦闘不能に陥った。

## スタッフ
- 原作 - 尾田栄一郎
- 企画 - 高木明梨須、狩野雄太、櫻田博之
- プロデューサー - 寺本知資
- 脚本 - 上坂浩彦、中山智博、田中仁
- 音楽 - 田中公平、浜口史郎
- 製作担当 - 藤岡和実
- 音響ディレクター - 長崎行男
- 編集 - 牧信公
- 録音 - 渡辺絵里奈
- 効果 - 新井秀徳
- 選曲 - 神保直史
- 撮影監督 - 田沢二郎
- 色彩設計 - 加藤良高
- 美術監督 - 本田修
- 美術設定 - 河野次郎
- 美術設定協力 - 吉池隆司
- キャラクターデザイン・総作画監督 - 渡辺巧大
- メカデザイン - 横田晋一
- 監督 - 伊藤尚往
- 作画監督 - 川村敦子、井上栄作、島貫正弘、飯飼一幸、五十内裕輔、ふくだのりゆき、近藤優次、松本朋之、萩原正人、石井ゆみこ
- デジタル特殊効果 - 下川信裕
- 編集助手 - 向井咲子
- 録音助手 - 藤村聡
- 記録 - 樋口裕子
- 演出 - 小牧文、中尾幸彦
- 演出助手 - 中村明博
- 製作進行 - 吉田智哉、赤堀哲嗣
- 美術進行 - 澤田真央起
- 動画仕上進行 - 黒田進
- アシスタントプロデューサー - 出樋昌稔
- 広報 - 山本麻未子
- 広報宣伝 - 熊谷知子
- 制作協力 - 東映
- 制作 - 東映アニメーション、フジテレビ

## 主題歌
エンディングテーマ「Next Stage」
歌 - AAA